# Pszí (betű)
A pszí (Ψ ψ) a görög ábécé huszonharmadik betűje, a ps betű és hang.

## A ψ betűhöz kapcsolódó fogalmak
- Pszichológia
- Vonal menti hőátbocsátási tényező (fizika)
- A biokémiában a pszeudouridint, egy nem gyakori nukleozidot jelöl[1]